# Baudolino
Baudolino es una novela de Umberto Eco publicada en el año 2000 sobre las aventuras de un joven llamado Baudolino en el mundo conocido y mítico cristiano del siglo XIII d. C. (finales del siglo XII d. C.).

## Argumento

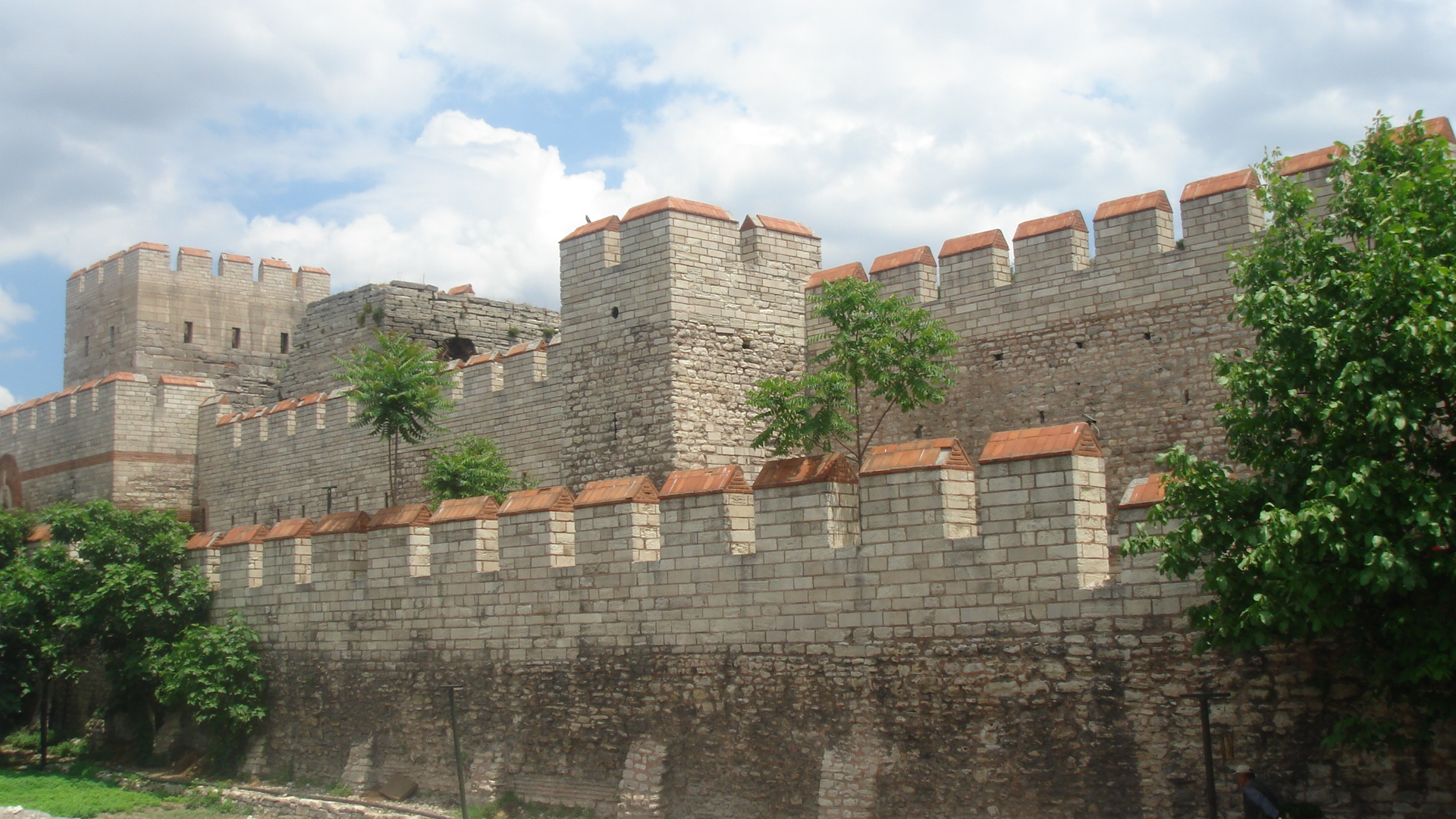

En el año 1204, Baudolino de Alejandría entra en Constantinopla , y poco después tiene lugar la toma de la ciudad por los cruzados que había llevado el caos a la ciudad. En medio de la confusión, conoce al célebre político e historiador bizantino Nicetas Coniates y le salva la vida. Nicetas queda maravillado con su genio lingüístico al escucharle hablar en todas las lenguas que conoce, y por la cuestión: si no es parte de la cruzada, ¿quién es? Baudolino empieza a contar la historia de su vida a Nicetas.

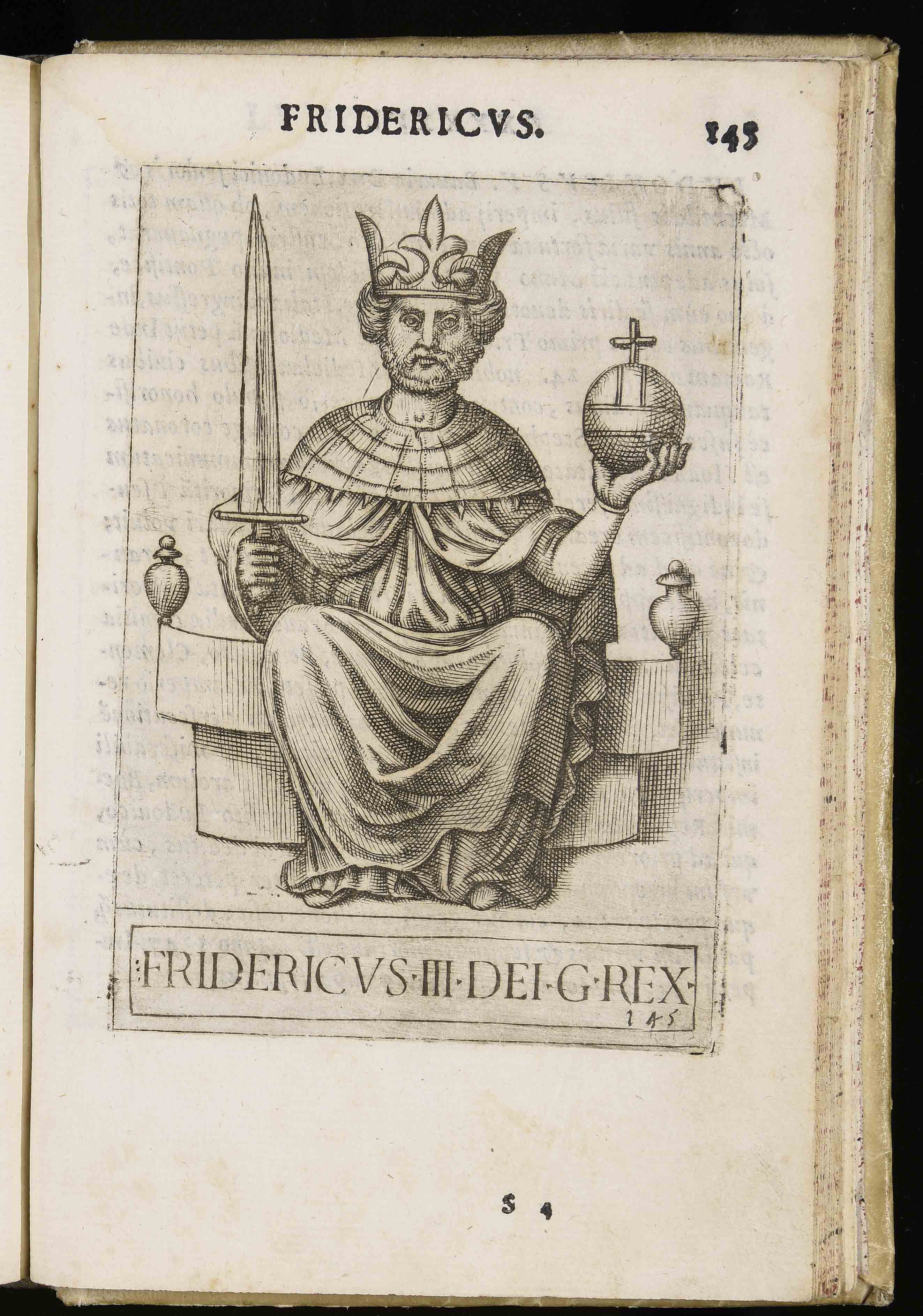

Su historia comienza en 1155, cuando Baudolino, hijo de campesinos piemonteses (Eco lo hace ser hijo del mítico Gagliaudo), es comprado y adoptado por el Emperador Federico I , con quien tiene la oportunidad de conocer mundo. Tanto en la corte como durante las campañas militares es educado en la lectura y escritura del latín por Otón de Freising y aprende sobre las luchas de poder y las batallas del norte de Italia que se sucedían en aquella época. 
Enviado a París para seguir estudios y hacerse bachiller, hace allí varios amigos (como el Poeta, Abdul, Robert de Boron y Kiot, la supuesta fuente del poema Parzival de Wolfram von Eschenbach), investiga sobre el reino mítico del Preste Juan, y discute además sobre el Santo Grial. A partir de este evento, Baudolino sueña con alcanzar esa tierra de fábula. De hecho, él y sus compañeros escriben una carta en nombre del Preste Juan dirigida a Federico I, con el objetivo de persuadir a este último de establecer relaciones diplomáticas con el primero. Sin embargo, la carta no sale de momento a la luz a causa de un maestro del engaño llamado Zósimo, quien logra persuadir a Baudolino y le roba la carta (por ello es conocida antes de ser publicada por Federico). Zósimo es enviado del Basileo Manuel, enemigo mortal de Federico. De modo que se trataba de una pugna entre el Sacro Emperador Romano y el poderoso Basileo, que se jugaba a través de Baudolino (en representación del primero) y Zósimo (en representación del segundo).
Volverá a Italia con ocasión del asedio y destrucción de Milán. Rendida la ciudad, encontrará en una iglesia tres cadáveres vestidos a la usanza persa que dará en presentar como los Reyes Magos. Se aseguraba que el Preste Juan descendía de estos y, con fines propagandísticos al servicio de la política cesaropapista de Federico I (resultaba interesante la figura del Preste Juan en tanto que era rex et sacerdos, y unía así los poderes político y religioso), fueron transportados a Colonia, y enterrados en la Catedral. En esta misma línea, propone que sea canonizado Carlomagno -como de hecho llegó a serlo.
Pese a todo, las ciudades italianas siguen en rebeldía, en parte debido a los abusos de los funcionarios imperiales. Ante los rumores de que se está formando la Liga Lombarda Baudolino es enviado a su patria para recabar información concluyente. Al dirigirse a visitar el hogar paterno, comprueba cómo en sus inmediaciones se está erigiendo una nueva ciudad, cuyos habitantes pretenden bautizar como Alessandria, en honor al papa Alejandro III; lo cual quiere decir que pretende enfrentarse al Emperador, sin cuyo permiso se ha construido. Baudolino es incapaz de eludir la confrontación y tendrá lugar un duro asedio, al cual se pondrá fin gracias a una estratagema en la que participa Gagliaudo, padre de Baudolino.
Tras la batalla de Legnano Baudolino muestra a Barbarroja la carta falsificada por él y sus compañeros años antes. Poco después asiste a la Paz de Venecia, donde se ejercita como espía. Pero durante su estancia en la ciudad adriática Zósimo, monje bizantino también espía, en este caso al servicio del Basileus, aprovecha para hacerse con una copia de la carta del Preste a Federico, y poco después aparece una carta del Preste dirigida al Emperador de los Griegos. Tras esto, Baudolino se casa con una muchacha de Alessandria, pero la chica muere poco tiempo después. Años más tarde Baudolino y su "corte" viajan a Constantinopla, donde capturarán a Zósimo y asistirán a la muerte de Andrónico I. De vuelta, Baudolino descubre que su madre ha muerto, y visita a su padre que está asimismo agonizando. Hablando sobre el Santo Grial, Gagliaudo pone en duda que fuese un cáliz rico, puesto que Jesucristo había sido un hombre pobre. Así, Baudolino tiene la idea de hacerse con la escudilla de madera que su padre usaba para vender vino. Entrega el cuenco a Federico Barbarroja diciéndole que es el Santo Grial, el cual adquirió por medio de unos caballeros templarios llegados de Tierra Santa, y sugiriéndole llevarlo de nuevo al Preste Juan, al que presenta como su legítimo dueño.
La oportunidad de viajar a Oriente se presenta al declararse la Tercera Cruzada. Tras varias peripecias, Baudolino y su compañía (Zósimo incluido) llegan con Federico I y su ejército a tierras armenias, en Cilicia. Pasan la noche en el castillo de Ardzrouni, un noble armenio interesado por las ciencias, pero al llegar la mañana descubren que Federico está muerto. Entre todo el revuelo desaparece el Santo Grial, lo que hace que aparezcan mutuas sospechas entre los amigos, a raíz de una posible relación entre la muerte del Emperador y el robo. Sin embargo, las desconfianzas se disipan al descubrirse que el cáliz fue robado por Zósimo, lo que desvincula la relación asesinato-robo, pues el griego había pasado la noche encadenado. Sin embargo temen ser sospechosos ante el hijo del Emperador y ante los soldados, por lo que fingen la muerte de Federico I Barbarroja tirándolo al río, para que se piense que murió ahogado. Tras esto piden permiso a Federico VI de Suabia para partir hacia el reino del Preste, hacia donde marchan acompañados de Ardzrouni y de cinco amigos alejandrinos de Baudolino.
En un largo viaje que dura 25 años, Eco demuestra toda la amplitud de su estilo literario. Baudolino conoce eunucos, unicornios y extrañas caricaturas de hombres. En cierto momento, una criatura femenina parecida a un sátiro le cuenta todo el mito gnóstico de la creación; el gnosticismo también estuvo muy presente en otra novela de Eco, El péndulo de Foucault. Los debates filosóficos se mezclan con comedia, aventura épica y criaturas sacadas de los bestiarios medievales más fantásticos y extraños. El lector asiduo de Umberto Eco notará referencias a novelas anteriores del autor.

## Traducción
Baudolino fue traducida al español en 2001 por Helena Lozano Miralles. La novela presentó varias dificultades en su traducción, como por ejemplo el hecho de que haya unas diez páginas escritas en un lenguaje inventado que es una mezcla de latín, piamontés y otras lenguas.

## Personajes históricos de la novela
| Umbrella Foot | Devil Man  |
| Headless | Large Ears |
| Algunos personajes extraños que figuran en la novela, tal y como se representan en las Crónicas de Núremberg. Estas criaturas y muchas otras las describió y nombró Plinio el Viejo en su Naturalis Historia, del 77 a. C.: un esciápodo y un sátiro (arriba); un blemia y un panocio (abajo). |            |

- Federico I Barbarroja
- Nicetas Choniates
- Robert de Boron
- Kyot (posiblemente legendario)
- El viejo de la montaña
- Beatriz de Borgoña
- Enrique II Jasomirgott
- Enrique el León
- Los sucesores putativos de Hipatia de Alejandría
- El papa Alejandro III
- El Archipoeta (desconocido más allá de su poesía)
- Otón de Freising
- Rainald de Dassel
- Preste Juan (legendario)
- Gagliaudo, salvador legendario de (la ciudad real) Alessandria
- La antigua dinastía Ardzruni
- Andrónico I Comneno
- Isaac II Ángelo

## Ediciones
- Lumen (octubre de 2001; cartoné; ISBN 84-264-1309-9)
- Destino (noviembre de 2001; cartoné; ISBN 84-9710-018-2)
- Círculo de Lectores (julio de 2002; cartoné; ISBN 84-226-9108-6)
- Destino (octubre de 2002; rústica; ISBN 84-95965-72-0)
- Nuevas Ediciones de Bolsillo (febrero de 2003; rústica; ISBN 84-9759-234-4)
- Nuevas Ediciones de Bolsillo (septiembre de 2003; rústica; ISBN 84-9759-838-5)
- Lumen (febrero de 2005; cartoné; ISBN 84-264-1448-6)
- Debolsillo (julio de 2008; ISBN 978-987-566-403-6)
- Debolsillo (enero de 2017; ISBN 978-84-834-6202-7)

- Datos: Q791487